# Meguri
Meguri (めぐり, Meguri) également connue sous le nom de Meg Fujiura (藤浦 めぐ, Fujiura Megu), née le 4 mai 1989 à Tokyo, est une idole féminine et actrice pornographique. En 2017, elle annonce qu'elle prend sa retraite. Cependant, deux ans plus tard, elle reprend le métier.